# Fimbristylis pandurata
Fimbristylis pandurata är en halvgräsart som beskrevs av Ethirajalu Govindarajalu. Fimbristylis pandurata ingår i släktet Fimbristylis och familjen halvgräs. Inga underarter finns listade i Catalogue of Life.